# Hernán Vigil
Hernán Vigil Simpson (Viña del Mar, 29 de julio de 1910-Santiago, 1 de junio de 1979) fue un militar y jinete chileno que compitió en la modalidad de concurso completo. Ganó dos medallas en los Juegos Panamericanos de 1951, plata en la prueba por equipos y bronce en individual.
En su trayectoria militar, cómo oficial de caballería, se tituló como maestro de equitación en 1935. Posteriormente fue comandante del Regimiento Coraceros y Director de la Escuela de Caballería. Ya en retiro fue presidente de la Federación Ecuestre de Chile.

## Palmarés internacional
| Juegos Panamericanos | Juegos Panamericanos     | Juegos Panamericanos | Juegos Panamericanos |
| Año                  | Lugar                    | Medalla              | Categoría            |
| -------------------- | ------------------------ | -------------------- | -------------------- |
| 1951                 | Buenos Aires (Argentina) | Medalla de plata     | Por equipos          |
| 1951                 | Buenos Aires (Argentina) | Medalla de bronce    | Individual           |